# Raimundo Lopes
Raimundo Lopes da Cunha (Viana, 28 de setembro de 1894 — Rio de Janeiro, 08 de setembro de 1941) foi um jornalista e geógrafo maranhense.

## Biografia
Filho do  Promotor Público Manuel Lopes da Cunha (1855-1924) e de Maria de Jesus Sousa Lopes da Cunha, sendo seus avôs paternos o ex-deputado provincial pelo Maranhão, na legislatura de(1848/1849), José Mariano da Cunha e de Maria Quitéria Magalhães da Cunha. Aos seis anos de idade, Raimundo em companhia da família,muda-se de Viana para residir em São Luís. Já na capital maranhense, foi matriculado na Escola Modelo Benedito Leite, onde estudou até o ano letivo de 1903. Após isso sua família decidiu mudar para o Rio de Janeiro, onde Raimundo permaneceu um período e retornando ao Maranhão onde estudaria no Liceu Maranhense. 
Era bacharel em Letras. Assinou colunas em jornais  como O Diário do Maranhão e a Pacotilha. 
Era também sobrinho de Celso de Magalhães. Foi membro da Academia Maranhense de Letras, tendo fundado a cadeira de nº 21, do Instituto Histórico e Geográfico do Maranhão e da Sociedade de Geografia do Rio de Janeiro. Sob a orientação de Raimundo Lopes, o Instituto do Patrimônio Histórico e Artístico Nacional (Iphan) fez o primeiro tombamento nacional no Maranhão. Trata-se do sítio arqueológico sambaqui do Pindaí. 
Faleceu no Rio de Janeiro, no dia 8 de setembro de 1941. 

## Obras
- O Torrão Maranhense (1916, 1ª ed.; 1960, 2ª ed.; 2017, 3ª ed.)[3]
- Os Fortes Coloniais de São Luís (1917)[4]
- O Ciclo da Independência (1923)[4]
- A Civilização Lacustre do Brasil (1924)[4]
- Um Aparelho Sintético de Antropologia (1925)[4]
- Aspectos da Formação Sertaneja (1926)[4]
- Entre a Amazônia e o Sertão (1931)[4]
- Os Tupis do Gurupi (1932)[4]
- O Homem em Face da Natureza (1933)[4]
- Ouro Preto e a Conjuração Mineira (1934)[4]
- Pesquisa Etnológica sobre a Pesca Brasileira no Maranhão (1938)[4]
- Ensaio Etnológico sobre o Povo Brasileiro (s/d)[4]
- As Regiões Brasileiras (s/d)
- Uma Região Tropical (s/d)
- Peito de Moça (romance)
- Antropogeografia